# Karl-Heinz Henrichs
Karl-Heinz Henrichs (Schermbeck, 1 de julho de 1942 — Bocholt, 3 de abril de 2008) foi um ciclista alemão. Juntamento com seus companheiros de equipe, Henrichs ganhou a medalha de ouro na perseguição por equipes (4 000 m), nos Jogos Olímpicos de 1964, em Tóquio e a medalha de prata nos Jogos Olímpicos de 1968, conquistada na Cidade do México.